# Propeller-Motorrad

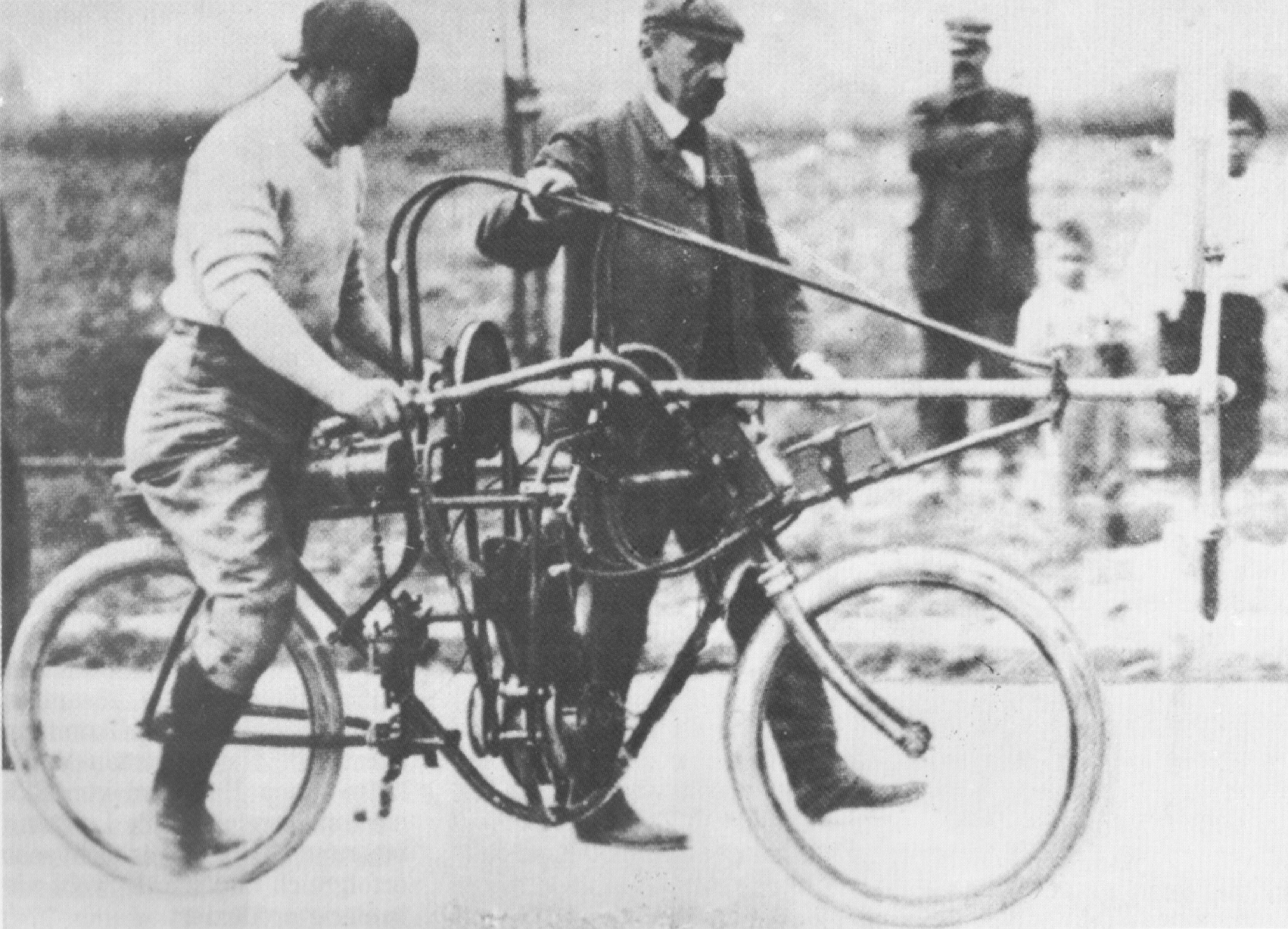
Propeller-Motorrad (1906); Anzani links, Archdeacon rechts

Das Propeller-Motorrad (auch Aéromotocyclette) von Ernest Archdeacon war ein Experimentalmotorrad, mit dem das Verhalten von Propellern bei verschiedenen Drehzahlen untersucht wurde. Archdeacon konstruierte und testete das Motorrad 1906 in Zusammenarbeit mit Alessandro Anzani. Die Experimente dienten auch der Entwicklung von Flugmotoren.

## Geschichte und Technik
Der bei Buchet gebaute luftgekühlte V-Motor mit 726 cm³ Hubraum leistete etwa 6 PS bei 1800/min und wurde so in einen Fahrradrahmen eingebaut, dass die in Fahrtrichtung liegende Kurbelwelle über einen Treibriemen direkt die Riemenscheibe der Propellerwelle antreiben konnte. Am Ende der etwa 1,5 m langen Welle war ein zweiflügeliger Propeller aus Aluminium mit einem Durchmesser von 1,45 m angebracht. Bei Höchstdrehzahl des Motors erreichte der Propeller eine Drehzahl von 900 bis 1100/min. 
Am 12. September 1906 wurden bei Achères auf einer abgesperrten Strecke Probefahrten mit dem 70 kg schweren Gerät durchgeführt. Dabei soll Alessandro Anzani mit dem außergewöhnlichen Gefährt eine 1 km lange Strecke in 45,4 Sekunden durchfahren haben, was einer Geschwindigkeit von 79,3 km/h entspricht. Anzani begann sich daraufhin für die Luftfahrt zu interessieren. Er entwickelte in seinem Unternehmen Anzani Moteurs d’Aviation einen Dreizylindermotor (W3), der 1909 als Flugmotor die Blériot XI antrieb, mit der Louis Blériot als Erster den Ärmelkanal überflog.